# Masaniello

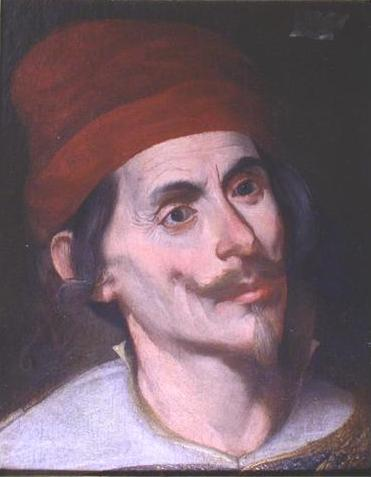
Masaniello is een zeer populaire figuur in de Napolitaanse traditie

Masaniello (verkort voor Tommaso Aniello) (Napels,1622 – 16 juli 1647) was een Napolitaanse visser die de leider werd van de opstand in Napels in 1647 tegen de Habsburgs-Spaanse overheersing.

## Biografie

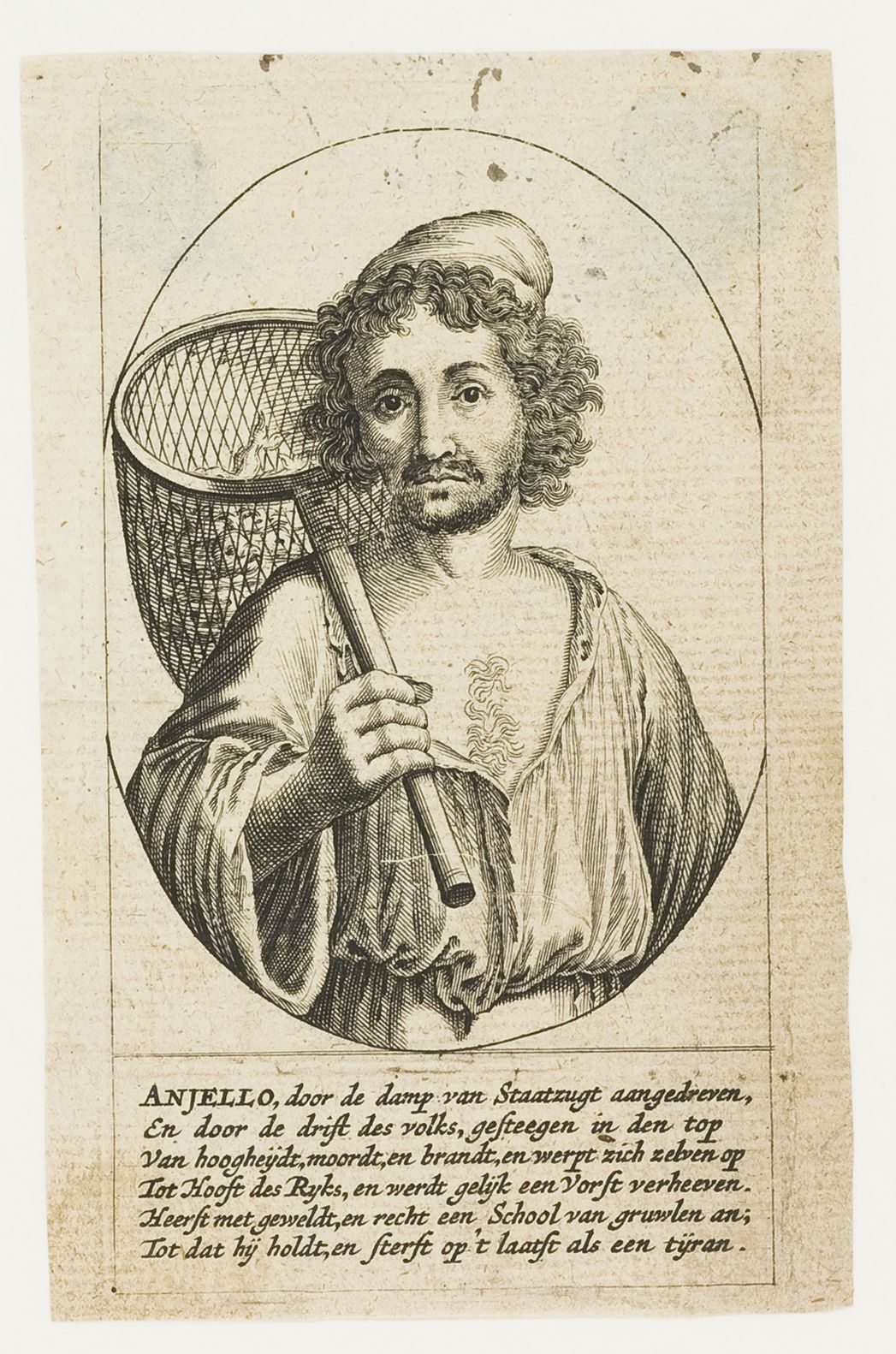
Masaniello ("Anjello") -Vlaamse prent

Tommaso Aniello voorzag in zijn onderhoud door vis rechtstreeks aan de aristocraten te verkopen en voor hun rekening te smokkelen. Dit waren allebei illegale handelingen en dat resulteerde erin dat hij samen met zijn vrouw Bernardina enkele malen gearresteerd werd. Aldaar leerde hij andere ontevreden Napolitanen kennen, waaronder advocaten en priesters. In de zomer van 1647 werd een nieuwe belasting aangekondigd op fruit en andere levensmiddelen. In reactie hierop leidde Masaniello een gewapende opstand. Deze begon op 7 juli toen de tollenaars bij de stadspoorten werden aangevallen. Vervolgens renden de opstandelingen door de straten van Napels en vielen ze het paleis van de onderkoning van Napels aan. De opstandelingen kregen de controle over grote delen van de stad.
In de eerste dagen van de opstand wist Masaniello een mate van discipline te handhaven over de opstandelingen. Masaniello wilde hervormingen van het stadsbestuur afdwingen. Ook wilde hij zich ontdoen van de aristocratische tirannen die volgens hem achter veel misstanden in Napels zaten. Hier kreeg hij hulp van Giulio Genoino, arts en priester die zijn grootste raadsman werd. De onderkoning, Rodrigo Ponce de Léon, ging akkoord met de eisen van Masaniello. Zo kregen de opstandelingen amnestie en verscheidene belastingen werden afgeschaft. Masaniello werd vervolgens benoemd tot kapitein-generaal van Napels. Halverwege juli brak er opnieuw een opstand uit en kwam hij om het leven door executie.